# 石田長生
石田 長生（いしだ おさむ、1952年7月25日 - 2015年7月8日）は、日本のギタリスト。大阪府八尾市出身。

## 経歴
1974年、大塚まさじの録音「ザ・オリジナル・ディラン」に参加、レコーディング・デビュー。
1975年、単身渡米。メンフィスのソウル・ミュージシャンと交流する。帰国後、山岸潤史、北京一、チャールズ清水、永本忠、ベーカー土居、砂川正和、国府照幸とソウルバンド「ソー・バッド・レビュー」を結成する。
1978年、自身がリーダー・リードボーカルを担当する『GAS』結成。メンバーはB・藤井裕、Dr・松本照夫、Key・近藤達郎&中西康晴。日本一、日本全国を廻るバンドとして噂になるがレコード・デビュー前に惜しまれつつも解散。
1980年、砂川、国府と「サウス・トゥ・サウス」の正木五郎、藤井に渡辺サトル、金子マリと共に「Voice&Rhythm」を結成。 徳間ジャパンコミュニケーションズからアルバム「ボイスればリズムる!」でデビューする。この頃、ランディ・クロフォード、オーティス・クレイ、アン・ピーブルスなど、多くの海外ミュージシャンと共演。
1984年には正木、藤井、国府と共に上田正樹のバンドに参加する。その際、スライ・アンド・ロビーと共演。また、グループを再編したトリオによる「The Voice&Rhythm II」を編成。石田、正木、藤井でアルバム「Ohh!!!」をアポロン音工からリリース。その後バンド・ロッキンタマゴを編成。そのほか、渡辺香津美、山岸との勉強トリオ、ナニワエキスプレスの清水興、東原力哉らとセッションを行う。
1989年にCharとアコースティック・デュオ「馬呆（BAHO）」を結成。
1992年、メルダックからソロ・デビュー。FM802で「ボート・クラブ・ロード」が放送される。
1995年、ソウル・フラワー・モノノケ・サミットとともに被災地・神戸の避難所などで慰問演奏。
1996年から、活動の中心を東京へ移す。旅をテーマに全国各地をまわる「石やん一人旅」を始める。また、南米（ブラジル、アルゼンチン、ペルー）や南太平洋（サモア、トンガ、フィジー）及びジャマイカ、メキシコなどにも渡り演奏するワールドワイドな活動を展開。
2003年、3月 阪神タイガースの球団公認応援歌「嵐は西から」の作詞・作曲・プロデュースを手がける。 また同年秋に清水興、中村岳とともに活動するトレスアミーゴスとしてアルバム発表。11月小笠原諸島にてライブを行った事をきっかけに同島に魅せられ、その後十数回に渡り渡航。ライブ活動の他、現地の人達との交流を深め、オリジナル小笠原島唄“Boninの島”を作詞作曲。
2004年、サークルKのテレビCMにトレスアミーゴスとして出演。
2006年、11月、4年半ぶり通算8枚目となるオリジナル・アルバム『Ishiyan』発表。
2007年、5月、小笠原諸島をテーマとしたコンセプトアルバム『Boninの島』発表。6月には小笠原諸島父島、母島それぞれの返還祭へ招待されゲスト出演。島の唄の名手・大平京子と共演。
2014年7月25日、ソー・バッド・レビューが2004年に亡くなった砂川正和を除く、存命のメンバー6人でフジロックフェスティバルにて一日限りの再結成ライブを行った。
2015年3月、食道がんが見つかり、治療に専念するためライブ活動を休止し、入院。
同年7月8日、早朝に永眠したことを石田のTwitterアカウントを通じてスタッフの名で報告。

## ディスコグラフィー

### 石田長生
- Solo…、Solo…。（1992年11月21日）
- Mouth & Fingers（1994年3月21日）
- JUKE BOX（1995年4月21日）
  - カバー・アルバム。
- BROTHERS AND SISTERS（1995年11月22日）
- DICTIONARY（1996年5月22日）
  - ベスト・アルバム。
- SOUL FINGERS Incredible Guitar Works of OSAMU ISHIDA（1997年7月24日）
  - ベスト・アルバム。
- D.N.A（2002年5月29日）
- Ishiyan（2006年11月8日）
- Boninの島（2007年5月23日）
- Letters（2009年7月3日）
  - ライブ会場限定発売。
- Letters2（2011年3月30日）
  - ライブ会場限定発売。

### トレスアミーゴス
- トレスアミーゴス（2003年11月8日）

### The Voice&Rhythm
- ボイスればリズムる!（1983年、徳間ジャパンコミュニケーションズ）
- Ohh!!!（1985年、アポロン）

### 上田正樹
- Private File（1984年、CBS・ソニー）

### ソー・バッド・レヴュー
- 最後の本音／最後の本音（Live ver.）（VSEP-818）
- SOOO BAAD REVUE（1975年、徳間ジャパンコミュニケーションズ）
- Live（1976年、徳間ジャパンコミュニケーションズ）

### オリジナル・ザ・ディラン
- 悲しみの街（1974年）